# Kpe (peuple)
Pour les articles homonymes, voir Kpe.
Les Kpe (ou Baakpe) sont une population du Cameroun. Ils font partie du groupe des Bakweri.
Ils vivent principalement sur les flancs du Mont Cameroun et aux alentours, dans la Région du Sud-Ouest. 